# ماريا فورتفنجلر
ماريا فورتفنجلر (بالألمانية: Maria Furtwängler) هي ممثلة ألمانية وُلدت في الثالث عشر من شهر سبتمبر لعام 1966 في ميونخ في المانيا، تشتهر ماريا بدور المحققة شارلوته لندهولم الذي تلعبه في مسلسل تاتورت منذ عام 2002.

## حياتها

### نسبها
تنتمي ماريا إلى عائلة فنية حيث أمها هي الممثلة كاترين أكرمن وعمها المخرج فلوريان فورتفنجلر وعمها الأكبر هو الموسيقار فلهيم فورتفنجلر. كان والد ماريا هو المهندس المعماري بيرنهارد فورتنجلر وكان لديها أخان أكبر منها أما السياسية كاتارينا فون كارلدورف- أوهايمب تُعد جدتها الكبرى.

### حياتها الشخصية
بعد أن أتمت ماريا الثانوية الألمانية درست الطب في جامعة مونبلييه الفرنسية، ثم حصلت على الدكتوراة من جامعة ميونخ التقنية. بعد ذلك عملت كطبيبة ولكنها قررت تغير مهنتها لتصبح ممثلة.
إن ماريا متزوجة بالناشر هوبرت بوردا منذ الثامن من نوفمبر لعام 1991، وأنجبا ولدين.

## أدوارها
مثلت ماريا للمرة الأولى أمام الكاميرا وهي ابنه السابعة حيث مثلت في فيلم وداع الأقحوان (Zum Abschied Chrysanthemen) الذي أخرجه عمها فلوريان فورتفنجلر، أما دورها الكبير يُعد دورها في مسلسل العائلة السعيدة (Die glückliche Familie) الذي مثلت فيه بجانب والدتها والممثلة ماريا شيل والممثل سيغفريد راوخ من عام 1987 حتى عام 1993. و كان مسلسل الموبقات الثمانية (Die achte Todsünde) هو أول عمل لها على شبكة قنوات ان ديه ار، و فيه لعبت دور موظفة الاتحاد الأوروبي كاتيه شوته المتخصصة في جرائم ذوي الياقات البيضاء.
في مسلسل تاتورت تلعب ماريا دور شارلوته ليندهولم المحققة في مكتب جرائم ولاية ساكسونيا السفلى في هانوفر، و يلعب دور أم المحققة شارلوته أمها كاترين أكرمان.
في عام 2007 لعبت دور لينا جرافن فون مالين برج في الفيلم التلفزيوني الهروب (Die Flucht ) حيث خلال جزأين تجسد ماريا شخصية امرأه تهرب من بروسيا الشرقية إلى بافاريا في شتاء عام 1945. و في عام 2016 لعبت دور المساعدة التنموية وجامعة التبرعات في فيلم الطقس في الغرف المغلقة (Das Wetter in geschlossenen Räumen). و قد مثلت أول دور رئيس لها في المسرح في مسرحية كل شيء يجب أن يلمع (Alles muss glänzen) التي عُرضت في ربيع عام 2017 و كانت من إخراج نوه هايليه.
غنت أغنية مشتركة مع الغني أودو ليندنبرج في نوفمبر عام 2018 و كانت بعنوان هل أنت من كاجيه به (Bist du vom KGB).

## الأعمال
- 1974: Zum Abschied Chrysanthemen (وداع الأقحوان)
- 1987–1991: Die glückliche Familie (Fernsehserie) (العائلة السعيدة)
- 1993: Der Alte – Nächstenliebe (العجوز - الحب القادم)
- 1993: Der Alte – Korruption (العجوز - الفساد)
- 1995: Drei Frauen und (k)ein Mann (ثلاث نساء و(لا) رجل)
- 1996: Hallo, Onkel Doc! (Fernsehserie) ( مرحبًا العم دوك)
- 1996: Das Haus an der Küste (المنزل المُطل على الساحل)
- 1996: Ein Kind war Zeuge (طفل كان شاهدًا)
- 1997: Herz über Kopf (قلب خلال عقل)
- 1997: Der Alte – Mörderisches Spiel (العجوز -اللعبة القاتلة)
- 1997: Kap der guten Hoffnung (6-teilige Fernsehserie) (رأس الرجاء الصالح)[5]
- 1998: Herzflimmern (رجفان القلب)
- 1998: Der Alte – Tödliches Dreieck (العجوز - مثلث مميت)
- 1998: Die Geliebte: Wer zuletzt weint (الأحباء: من يبكي أخيرًا)
- 1998: Siska – Die 10%-Bande (زيزكا - رابطة العشرة بالمئة)
- 1999: Siska – Mord frei Haus (زيزكا)
- 1999: Der Fahnder – Riemanns Tod (المحقق- موت ريمان)
- 2000: Dir zu Liebe
- 2000: Das Glück ist eine Insel (الحظ جزيرة)
- 2001: Donna Leon: In Sachen Signora Brunetti (دونت ليون)
- 2001: Die achte Todsünde – Gespensterjagd (الموبقات الثمانية)
- 2002: Zu nah am Feuer (وشيك من النار)
- 2003: Mr. und Mrs. Right (الشريك والشريكة المناسبان)
- 2004: So fühlt sich Liebe an
- 2007: Die Flucht (الهروب)
- 2008: Räuber Kneißl (كنايسل السرقة)
- 2011: Schicksalsjahre (سنوات القدر)
- 2015: Das Wetter in geschlossenen Räumen (الطقس في الغرف المغلقة)
- 2017: Gift (السم)
- 2018:(مئة شيء) 100 Dinge

## الجوائز
- وسام الاستحقاق البافاري
- صليب وسام الاستحقاق من جمهورية ألمانيا الاتحادية
- جائزة يوبيتر لعام 2002 لدورها في مسلسل تاتورت
- جائزة التلفزيون الألماني عام 2007 لفئة أفضل ممثلة عن مسلسل تاتورت لحلقتي باولينا والفتاة التي بلا اسم (Pauline - Das namenlose Mädchen)
- جائزة يوبتر لعام 2008 لفئة أفضل ممثلة في فيلم الهروب
- جائزة رومي لعام 2009 لفئة أكثر مسلسل محبوب
- جائزة لايبنز- رنج- هانوفر لعام 2017 [6]
- جائزة كارل- كوبل عام 2017

## وصلات خارجية
- ماريا فورتفنجلر على موقع IMDb (الإنجليزية)
- ماريا فورتفنجلر على موقع مونزينجر (الألمانية)
- ماريا فورتفنجلر على موقع ألو سيني (الفرنسية)
- ماريا فورتفنجلر على موقع ميوزك برينز (الإنجليزية)
- ماريا فورتفنجلر على موقع ديسكوغز (الإنجليزية)
- ماريا فورتفنجلر على موقع قاعدة بيانات الفيلم (الإنجليزية)
- ماريا فورتفنجلر على موقع كينوبويسك (الروسية)

- ماريا فورتفنجلر في قاعدة بيانات الأفلام على الإنترنت
- الموقع الرسمي